# Templemore
Templemore (irl. An Teampall Mór) – miasto w hrabstwie Tipperary w Irlandii. Liczba ludności w 2006 roku wynosiła 2 255 mieszkańców, do 2011 spadła do 1941 osób.